# Chionaema africana
Chionaema africana är en fjärilsart som beskrevs av Holland 1893. Chionaema africana ingår i släktet Chionaema och familjen björnspinnare. Inga underarter finns listade i Catalogue of Life.